# Zhongchenhao-Brennofen
Der Zhongchenhao-Brennofen (chinesisch 中陈郝窑, Pinyin Zhōngchénhǎo yáo, englisch Zhongchenhao kiln) war ein nichtstaatlicher Keramik- bzw. Porzellan-Brennofen am Fluss Panlong He im Dorf Zhongchenhao der Großgemeinde Zouwu des Stadtbezirks Xuecheng von Zaozhuang in der chinesischen Provinz Shandong von der Zeit der Südlichen und Nördlichen Dynastien bis in die Zeit der Qing-Dynastie. Er hat eine über 1500-jährige Geschichte.
Er gilt als „erster Brennofen des Jiangbei-Gebiets in China“ (d. h. der Gebiete nördlich des Jangtsekiang).
Die Stätte des Brennofens von Zhongchenhao steht seit 2006 auf der Liste der Denkmäler der Volksrepublik China (6-123).